# Hipparchia fidia
A borboleta-preta-ziguezague (Hipparchia fidia) é uma espécie de insetos lepidópteros, mais especificamente de borboletas pertencente à família Nymphalidae.

## Descrição

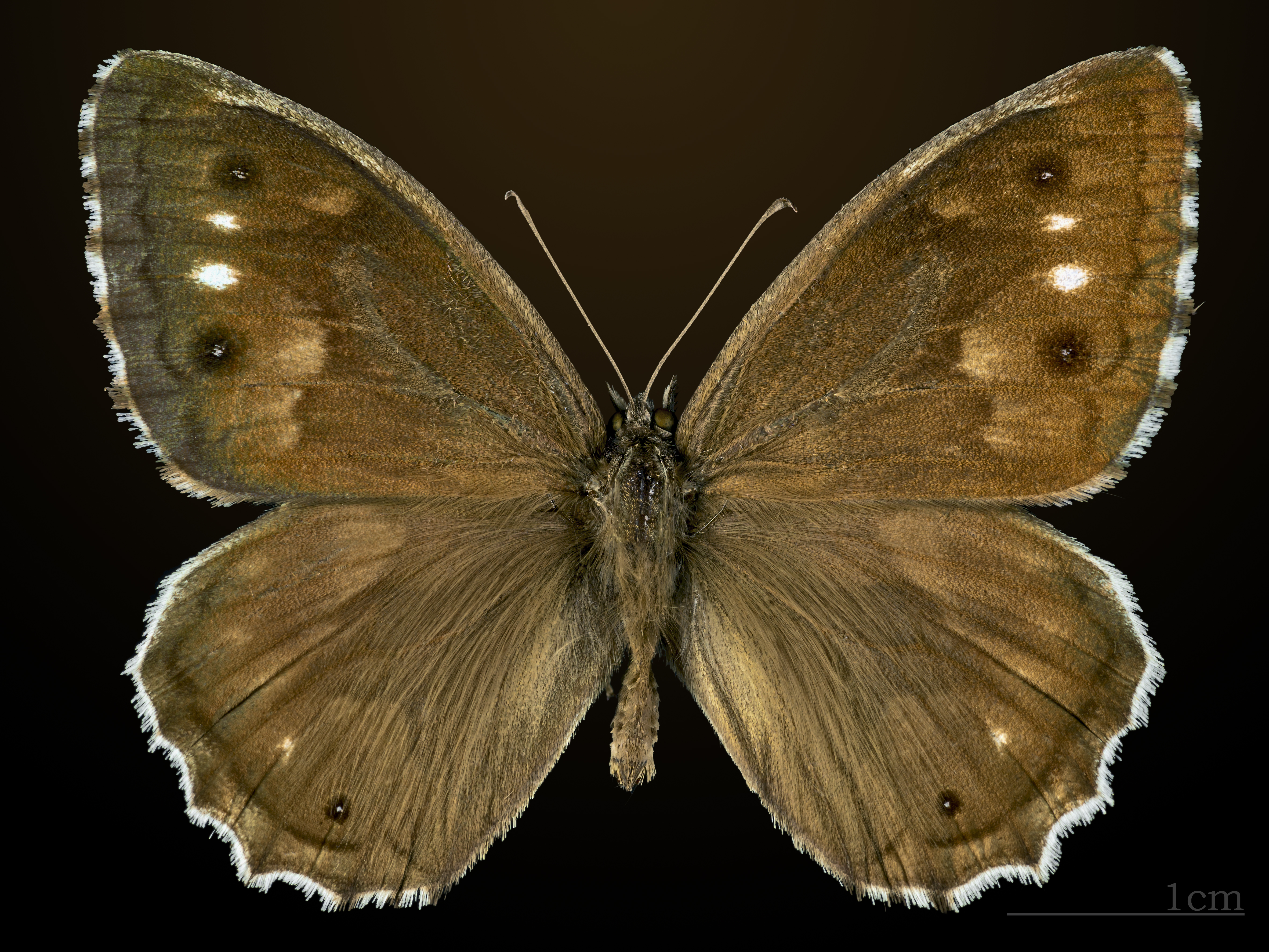
♂
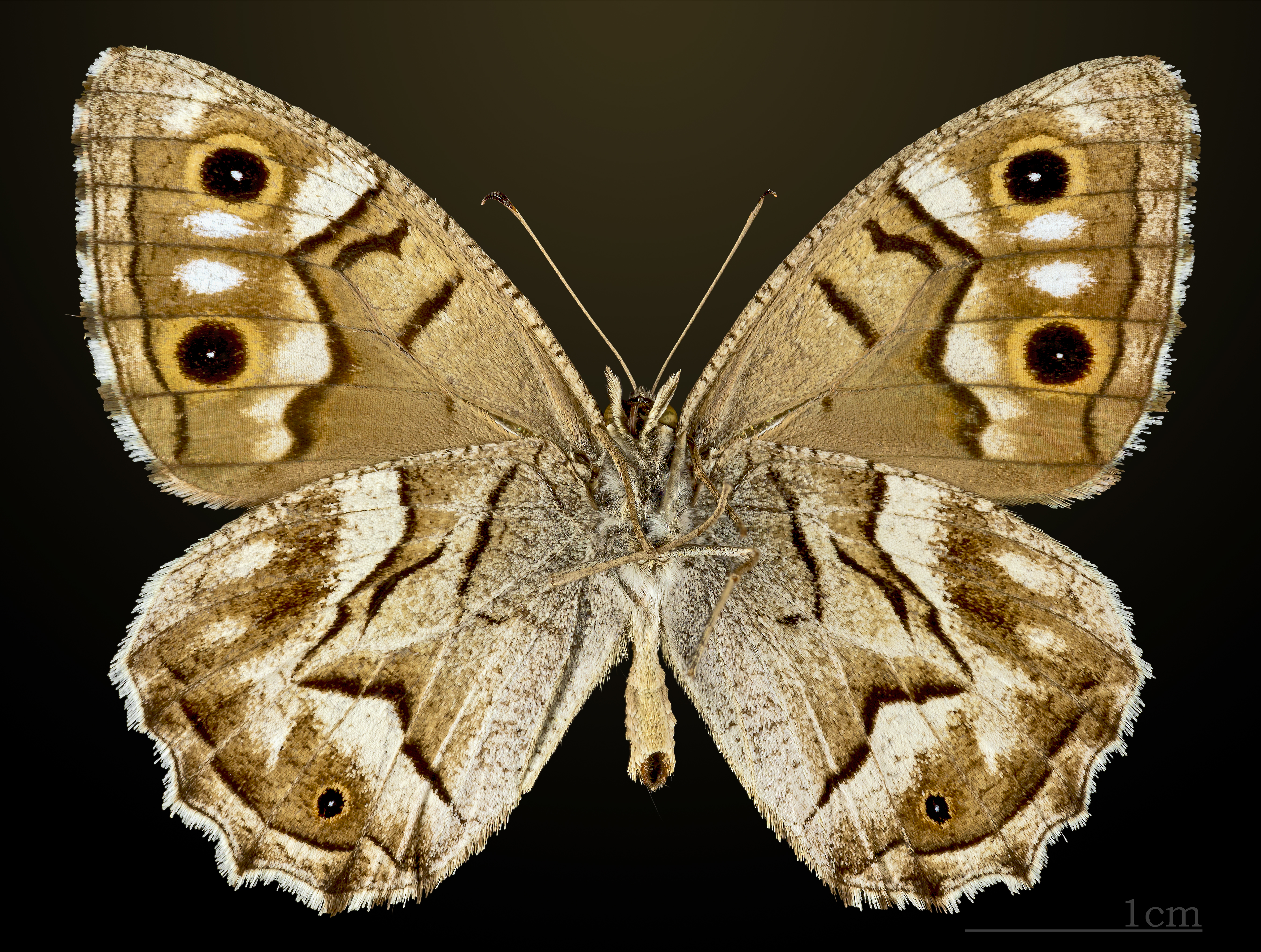
♂△
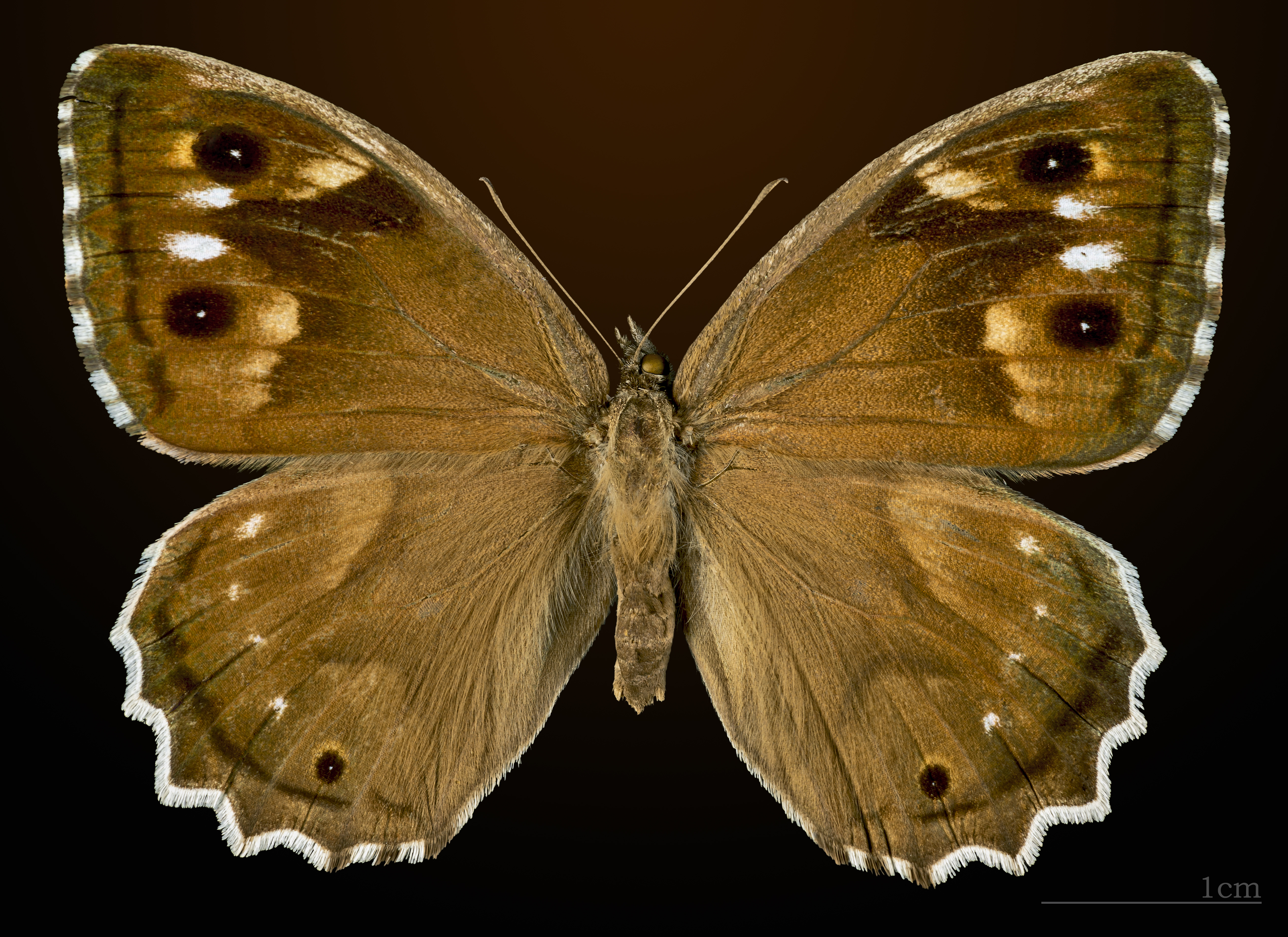
♀
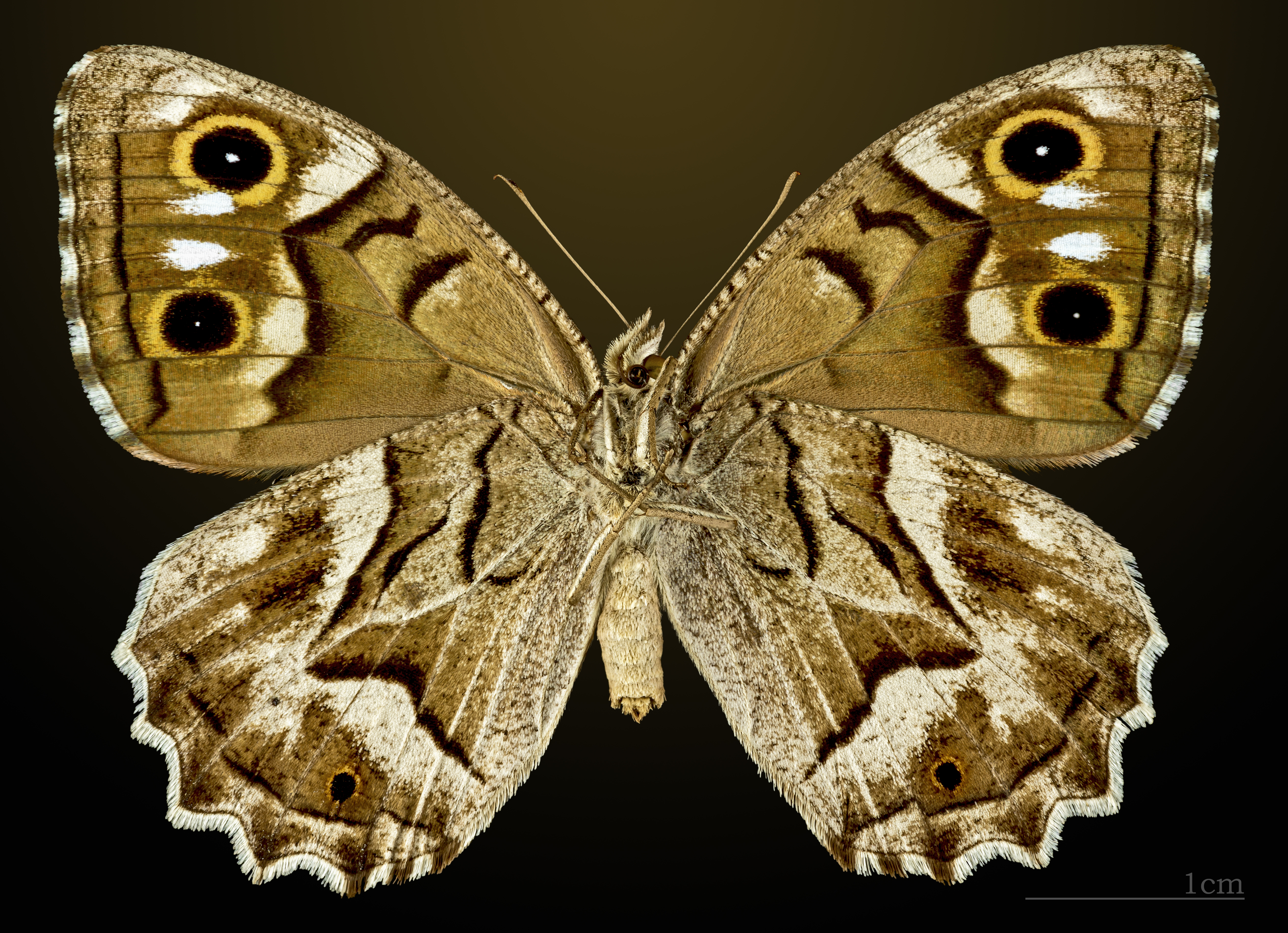
♀ △

A autoridade científica da espécie é Linnaeus, tendo sido descrita no ano de 1767.
Trata-se de uma espécie presente no território português.